# 貝爾維爾公園
貝爾維爾公園（法語：parc de Belleville）是位於法國首都巴黎第20區的一個公園。面積45000平方米。公園內最高處高108米，在這裡可以俯瞰巴黎。公園開業於1988年。